# Viktor Avdyšev
Viktor Avdyšev (10. března 1956 – 4. května 2025) byl sovětský, ázerbájdžánský a ukrajinský zápasník – klasik, asyrské národnosti. V devadesátých letech dvacátého století kontroverzní ukrajinský podnikatel.

## Sportovní kariéra
Od první poloviny sedmdesátých let dvacátého století se připravoval v ázerbájdžánském Baku. Specializoval se na řecko-římský styl. V sovětské mužské reprezentaci se pohyboval od roku 1977 ve váze do 90 kg. Pozici reprezentační jedničky však v olympijském roce 1980 neudržel před běloruským Igorem Kanyginem. Od roku 1981 startoval ve vyšší váze do 100 kg. Z Baku přestoupil do ukrajinského Kyjeva, kde se připravoval v tréninkovém centru Dynamo. V roce 1984 přišel o účast na olympijských hrách v Los Angeles kvůli bojkotu. Sportovní kariéru ukončil v druhé polovině osmdesátých let.
Po rozpadu Sovětského svazu v roce 1991 byl na Ukrajině členem kriminálního „Asyrského gangu“ a zároveň mecenášem sportovních klubů.

## Výsledky
| Turnaj             | 1976 | 1977 | 1978 | 1979 | 1980 | 1981 | 1982 | 1983 |
| Turnaj             | 20   | 21   | 22   | 23   | 24   | 25   | 26   | 27   |
| Turnaj             | -82  | -90  | -90  | -90  | -90  | -100 | -100 | -100 |
| ------------------ | ---- | ---- | ---- | ---- | ---- | ---- | ---- | ---- |
| Olympijské hry     | —    |      |      |      | —    |      |      |      |
| Mistrovství světa  |      | úč.  | 3.   | úč.  |      | —    | —    | 3.   |
| Mistrovství Evropy | —    | —    | —    | —    | —    | —    | —    | 3.   |
| Univerziáda        |      | 1.   |      |      |      | —    |      |      |
| ME nadějí          | 1.   |      |      |      |      |      |      |      |